# Achintee (Fort William)
Achintee (Schots-Gaelisch: Achadh an t-Suidhe) is een dorp in Glen Nevis in de Schotse Hooglanden en ligt ongeveer 3 kilometer van Fort William. Achintee is het startpunt van de beklimming van de Ben Nevis, de hoogste berg van het Verenigd Koninkrijk. 